# Yougoslavie au Concours Eurovision de la chanson 1989
La Yougoslavie a participé au Concours Eurovision de la chanson 1989 à Lausanne, en Suisse. C'est la 24e participation ainsi que la 1re et seule victoire yougoslave au Concours Eurovision de la chanson.
Le pays est représenté par le groupe Riva et la chanson Rock Me, sélectionnés lors d'une finale nationale organisée par la Jugoslovenska Radio-Televizija (JRT).

## Sélection

### Jugovizija 1989
La Jugoslovenska Radio-Televizija, Radio-télévision yougoslave, organise la finale nationale yougoslave, Jugovizija 1989, pour sélectionner l'artiste et la chanson qui représenteront la Yougoslavie au Concours Eurovision de la chanson 1989.
La finale nationale, présentée par Dina Colić et Bosko Negovanović, a eu lieu le 4 mars 1989 au théâtre national serbe à Novi Sad.
Les différentes chansons sont interprétées en serbo-croate, en albanais et en slovène, langues officielles de la Yougoslavie.

#### Finale
| Ordre | Artiste                                      | Chanson                    | Traduction                        | Langue       | Points | Place |
| ----- | -------------------------------------------- | -------------------------- | --------------------------------- | ------------ | ------ | ----- |
| 1     | Jelena Džoja et Ambasadori (en)              | Kad ljubav umire           | Quand l'amour se meurt            | Serbo-croate | 26     | 7     |
| 2     | Caffe, Mojca et Marta (sl)                   | Kadar sem sama             | Quand je suis seule               | Slovène      | 13     | 12    |
| 3     | BG Sound                                     | Voli me opet               | Aime-moi encore                   | Serbo-croate | 54     | 3     |
| 4     | Massimo Savić (en)                           | Plavi anđeo                | Ange bleu                         | Serbo-croate | 65     | 2     |
| 5     | Zdravko Skender et Intervali                 | Ogan gori                  | Le feu brûle                      | Serbo-croate | 18     | 10    |
| 6     | Riva                                         | Rock Me                    | Fais-moi bouger                   | Serbo-croate | 66     | 1     |
| 7     | Trio Rona (sq)                               | Fjollat                    | Flocons                           | Albanais     | 7      | 15    |
| 8     | Toni Janković                                | Pričaj mi                  | Parle-moi                         | Serbo-croate | 8      | 14    |
| 9     | Vesna Ivić et Tedi Bajić                     | Pregrni me nežno           | Serre-moi doucement dans tes bras | Serbo-croate | 38     | 4     |
| 10    | Pop Design (sl)                              | Baby Blue                  | Bébé bleu                         | Slovène      | 20     | 9     |
| 11    | Jasna Zlokić (en)                            | Sve duge godine            | Toutes ces longues années         | Serbo-croate | 34     | 5     |
| 12    | Ana Kostovska (sr)                           | Umesto da se ljubimo       | Au lieu d'embrasser               | Serbo-croate | 14     | 11    |
| 13    | Frenki                                       | Reka bez povratka          | La rivière de non-retour          | Serbo-croate | 4      | 16    |
| 14    | Lidija Kocovska                              | Tajna                      | Secret                            | Serbo-croate | 29     | 6     |
| 15    | Biljana Krstić (en) et Srđan Marjanović (en) | Još jedan poljubac za kraj | Un dernier baiser avant la fin    | Serbo-croate | 26     | 7     |
| 16    | Foto Model                                   | Neću da te delim           | Je ne veux pas te partager        | Serbo-croate | 10     | 13    |

## À l'Eurovision

### Points attribués par la Yougoslavie
| 12 points | Suède       |
| 10 points | Finlande    |
| 8 points  | Italie      |
| 7 points  | Israël      |
| 6 points  | Royaume-Uni |
| 5 points  | Autriche    |
| 4 points  | Turquie     |
| 3 points  | France      |
| 2 points  | Irlande     |
| 1 point   | Danemark    |

### Points attribués à la Yougoslavie
| 12 points                                  | 10 points                        | 8 points           | 7 points             | 6 points    |
| ------------------------------------------ | -------------------------------- | ------------------ | -------------------- | ----------- |
| - Irlande - Israël - Royaume-Uni - Turquie | - Autriche - Belgique - Danemark | - Pays-Bas - Suède | - Finlande - Norvège | - Islande   |
| 5 points                                   | 4 points                         | 3 points           | 2 points             | 1 point     |
| - Chypre - Luxembourg - Suisse             | - Portugal                       | - France           |                      | - Allemagne |

Riva interprète Rock Me en 22e et dernière position, après l'Allemagne. Au terme du vote final, la Yougoslavie termine 1re sur 22 pays avec 137 points.